# Багачка (Великобагачанський район)
Багачка — колишнє село в Україні.
Підпорядковувалося Широкодолинській сільській раді Великобагачанського району Полтавської області. 
На 3-версній карті 1860-70-х років майбутнє село Багачка позначене як «хутір Бобриків». Село Багачка (іноді фігурувала як віддалена частина села Грушеве) розташвовувалося за 3 км на захід від села Бехтерщина.
17 травня 1999 року рішенням Полтавської обласної ради село виключене з облікових даних.